# 纳达亚克德鲁日
纳达亚克德鲁日（法語：Nadaillac-de-Rouge，法語發音：[nadajak də ʁuʒ]）是法国洛特省的一个市镇，属于古尔东区。

## 地理
纳达亚克德鲁日（44°50'57"N, 1°25'44"E）面积7.73 平方千米，位于法国奧克西塔尼大區洛特省，该省份为法国西南部内陆省份，北起顺时针与科雷兹省、康塔爾省、阿韦龙省、塔恩-加龙省、洛特-加龍省和多尔多涅省接壤。
与纳达亚克德鲁日接壤的市镇（或旧市镇、城区）包括：勒罗克、拉莫特费讷隆、圣于连德朗蓬、朗扎克、卢皮亚克。

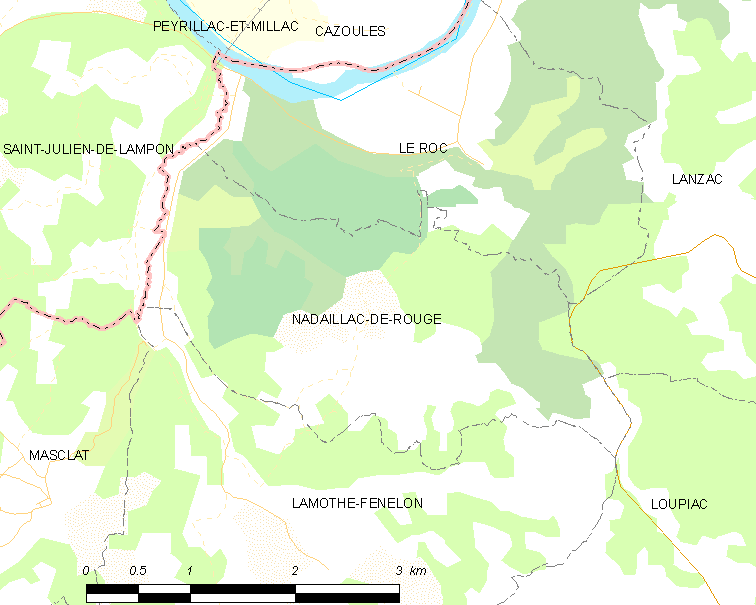
纳达亚克德鲁日的OSM定位图

纳达亚克德鲁日的时区为UTC+01:00、UTC+02:00（夏令时）。

## 行政
纳达亚克德鲁日的邮政编码为46350，INSEE市镇编码为46209。

## 政治
纳达亚克德鲁日所属的省级选区为苏亚克县。

## 人口

1962-2008年间纳达亚克德鲁日人口变化图示

纳达亚克德鲁日于2022年1月1日时的人口数量为170人。